# Lustrochernes propinquus
Espèce
Lustrochernes propinquus est une espèce de pseudoscorpions de la famille des Chernetidae.

## Distribution
Cette espèce est endémique du Venezuela.

## Publication originale
- Beier, 1932 : Zur Kenntnis der Lamprochernetinae (Pseudoscorp.). Zoologischer Anzeiger, vol. 97, p. 258-267.